# Dobšín
Dobšín är en ort i Tjeckien.   Den ligger i distriktet Okres Mladá Boleslav och regionen Mellersta Böhmen, i den centrala delen av landet, 70 km nordost om huvudstaden Prag. Dobšín ligger 314 meter över havet och antalet invånare är 218.
Terrängen runt Dobšín är platt åt sydost, men åt nordväst är den kuperad. Runt Dobšín är det ganska tätbefolkat, med 83 invånare per kvadratkilometer. Närmaste större samhälle är Mladá Boleslav, 17,1 km sydväst om Dobšín. Trakten runt Dobšín består till största delen av jordbruksmark.